# Sueurs
Pour les articles homonymes, voir sueur (homonymie).
Pour plus de détails, voir Fiche technique et Distribution.
Sueurs est un film français réalisé par Louis-Pascal Couvelaire, sorti en 2002.

## Synopsis
Quatre hommes ont dérobé une cargaison d'or sur un aérodrome. À bord d'un poids lourd, ils traversent un désert hostile pour rejoindre des complices en bord de mer. Très vite, les tensions entre les personnages provoquent la disparition progressive des protagonistes.

## Fiche technique
- Scénario : Michael Cooper, Louis-Pascal Couvelaire et Benoît Philippon
- Durée : 103 minutes
- Pays :  France
- Date de sortie : France : 24 juillet 2002

## Distribution
- Jean-Hugues Anglade : Harvey
- Joaquim de Almeida : Noh
- Cyrille Thouvenin : Victor
- Sagamore Stévenin : Simon
- Nozha Khouadra : Farah
- Thierry Ashanti : Beni
- Hubert Saint-Macary : Grease-Monkey
- André Duhamel : MP5
- Grégoire Lavollay-Porter : Félix
- Hugues Dalmagro : MP7